# Gianni Restucci
Gianni Restucci, all'anagrafe Giovanni Restucci (Napoli, 1944 – Roma, 2007), è stato un cantante italiano.

## Biografia
Nei primi anni della sua attività si esibisce con il suo gruppo nei maggiori night e club della costa.
Nel 1962 incide il suo primo 45 giri con l'etichetta Arcobaleno di Cesare Ruggiero.
Nel 1964 prende parte al Festival di Napoli dove interpreta, in abbinamento con Nini Rosso, il brano "Nord e Sud".
L'anno successivo si esibisce alla tredicesima edizione della stessa manifestazione con il compito di riepilogare i motivi in gara. Nello stesso 1965 firma un nuovo contratto con l'etichetta Sunstar per incidere il motivo Uno ca te vo bene.
Nella seconda metà degli anni sessanta la sua attività viene rivolta principalmente alle esibizioni nei maggiori night e sale da ballo.
Muore a Roma nel 2007.

## Discografia parziale

### Singoli
- 1962: Non mi tentar/Ti odio (Arcobaleno, QRT 1103)
- 1963: Lassù qualcuno mi ama/Vieni a ballare (Arcobaleno, QRT 1168)
- 1964: Nord e Sud/Livia (Arcobaleno, AQL 1200)